# ラテコエール 300
ラテコエール 300
ラテコエール 300（ブラジル、ナタールにて、1934年7月31日）
- 用途：飛行艇
- 製造者：ラテコエール（Latécoère）
- 運用者：エールフランス
- 初飛行：1931年
- 生産数：7機
- 運用開始：1932年

ラテコエール 300（ Latécoère 300）は1930年代のフランスの4発の飛行艇である。南大西洋を横断して南アメリカに郵便を運ぶ郵便機として使われた。
1936年にフランスの有名なパイロット、ジャン・メルモーズが搭乗した機体『南十字星』号が行方不明となった。

## 概要
ピエール＝ジョルジュ・ラテコエールが設計者を務めるラテコエール社(La société industrielle d'aviation Latécoère)がセネガルのダカールとブラジルのナタール間を経由する南アメリカへの定期郵便飛行のために開発した。パラソル翼の4発機で650HpのHispano-Suiza 12Nbrエンジンが2基ずつ推進式と牽引式の組み合わせて配置された。

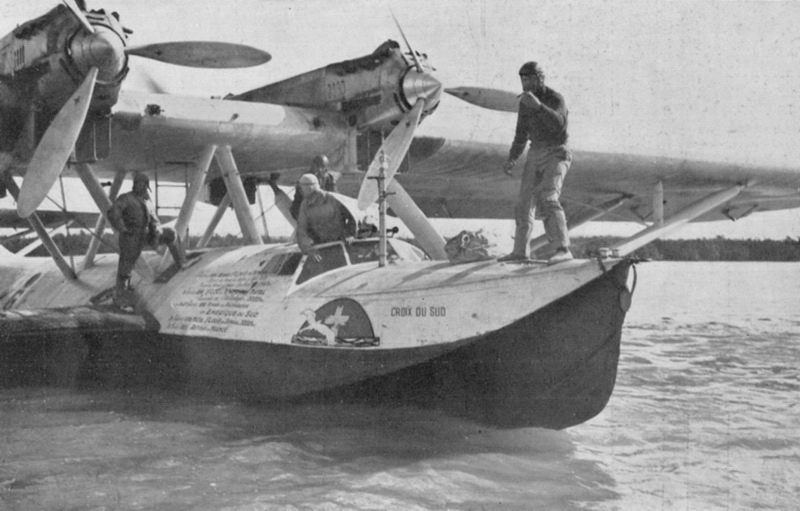
1934年9月1日にナタールへ到着した南十字星号

最初の試作機（登録番号 F-AKCU）は1931年に初飛行したが,12月17日に事故で失われた。 1932年に2号機が製作され、『南十字星号』（登録番号F-AKGF）と命名された。1933年12月31日に飛行艇の長距離飛行記録の3697 km を樹立し、その後『南十字星』号は南大西洋横断飛行に使用され、1936年に消息を絶つまでに23回の横断飛行を行った。
1936年12月7日早朝、ジャン・メルモーズ、Alexander Pichodou、John Lavidalie、Henri Ezan、Edgar Cruvelhierが搭乗した南十字星号はウアカム（Ouakam）を出発したが、6時ごろ機体の故障で出発点に戻った。若干の時間の点検の後、7時前に再出発し、10時47分に機体の故障を伝える無線通信を最後に消息を絶った。捜索隊は機体を発見することはできなかった。

## 派生型
Laté 300
郵便機、 Hispano-Suiza 12Nbr エンジン装着;1機生産
Laté 301
郵便機
Laté 302
偵察用軍用型、3 機製造

## 要目
（Laté 302）
- 乗員：8名
- 全長：26.16 m
- 全幅：44.01 m
- 全高：7.98 m
- 翼面積：258 m²
- 空虚重量：14,340 kg
- 全備重量：24,050 kg
- エンジン：4×Hispano-Suiza 12Ydrs2 , 930 hp
- 最大速度：240 km/h
- 巡航高度：5,000 m
- 航続距離：3,300 km
- 航続時間：時速150 km/hで20時間
- 上昇率：2,000mまで12.5分

## References
- Taylor, Michael J.H., ed. “ Latécoère 300 Series .” Jane's Encyclopedia of Aviation. New York: Crescent, 1993. p.  566 . ISBN 0 517 10316 8.
- Green, William (1968). Warplanes of the Second World War, Volume Five, Flying Boats. London: Macdonald. pp. 22–24. ISBN 0-356-01449-5.
- Allaz, Camille (2005). The History of Air Cargo and Airmail from the 18th Century. London: Christopher Foyle Publishing. pp. 80–81.